# Jerry Penrod
Jerry "The Bear" Penrod (n. 25 septembrie 1946 în San Diego, California) este un basist american. A fost membru al trupelor Iron Butterfly și Rhinoceros. Pe lângă chitară bas în Iron Butterfly, a cântat și ca solist vocal pe piesa lor "Look for the Sun" .